# Controlador de memoria
El controlador de memoria es un circuito electrónico digital que se encarga de gestionar el flujo de datos entre el procesador y la memoria. Puede ser independiente o integrado en otro chip como en el encapsulado del procesador.
Tradicionalmente Intel ha colocado el controlador de memoria independiente, localizado en el northbridge de la placa base, aunque muchos modelos como DEC/Compaq, Alpha 21364, AMD Athlon 64, AMD Opteron, IBM POWER5, Sun Microsystems UltraSPARC T1, y más recientemente algunos modelos de Intel Nehalem integran el controlador de memoria dentro de la misma cámara del procesador; sin embargo la tendencia es integrarlo en el mismo encapsulado del procesador. Todo ello con el objetivo de reducir la latencia y el consumo.
Sin embargo este método de integración lastra a renovar los controladores según avanza la tecnología de las memorias.
Realmente, el concepto de integración no es una idea nueva, varios modelos de procesadores de la década de 1990, como los DEC Alpha 21066 y HP PA-7300LC ya integraban el controlador de memoria dentro de su procesador, aunque no con el propósito de ganancia de rendimiento, sino más bien para ahorrar costes eliminando la necesidad de un chip externo.

## Propósito
Los controladores de memoria contienen los elementos necesarios para leer y escribir en la DRAM y actualizar la memoria RAM mediante envío de impulsos de corriente a través de todo el dispositivo. Si no se actualizase, la DRAM perdería los datos escritos en los condensadores al dejar escapar la carga en menos de una fracción de segundo. Según las normas de JEDEC, dichas cargas no se escapan con menos de 64 milisegundos
La lectura y escritura en la DRAM se realiza mediante unas direcciones físicas de columnas y filas a través de un circuito multiplexor, donde posteriormente un demultiplexor se encarga de seleccionar la celda a la que se desee acceder, al enviar los datos desde la DRAM necesita volver a pasar por el multiplexor con el fin de reducir el ancho de bus de la operación.
El ancho de bus se define como el número de líneas paralelas dispuestas para poder comunicarse con las celdas. Este ancho se construye de 8 bits hasta de 512 bits, presentes típicamente en ordenadores que requieren una ingente cantidad de transferencia de datos, o más comúnmente en las tarjetas gráficas. En estas últimas se suelen agrupar en varios chips de 64 bits que trabajan conjuntamente para lograr una suma mayor.

## Controladores DDR
DDR son las siglas del inglés Double Data Rate, en español podríamos denominarlas Memoria de doble tasa de transferencia de datos.
Los controladores de memoria DDR son capaces de manejar memorias del tipo DDR SDRAM, que son capaces de doblar la tasa de datos transferidos a igual frecuencia de reloj y ancho de bus que sus predecesoras.
- Datos: Q1175867